# ألان بولارد
ألان بولارد (بالإنجليزية: Alan Bullard)‏ هو ملحن بريطاني، ولد في 1947 في لندن في المملكة المتحدة.

## وصلات خارجية
- ألان بولارد على موقع ميوزك برينز (الإنجليزية)
- ألان بولارد على موقع ديسكوغز (الإنجليزية)